# Cao Bao
Cao Bao (?'196) era un vasallo de Tao Qian, de los últimos tiempos de la dinastía Han. Hubo un momento en que Cao Cao invadió Xu, y Bao se encontró con Xiahou Dun para disputar un duelo, pero acabó siendo obligado a retroceder. Cao Bao después pasó a servir a Liu Bei, a la muerte de Tao Qian.
Cuando Liu Bei recibió un edicto imperial para atacar a Yuan Shu en Huainan. Liu Bei partió a luchar con Guan Yu y dejó a Zhang Fei a cargo de Xuzhou. Zhang Fei no fue eficaz en la gestión de Xuzhou y se encargó solamente de los asuntos militares, dejando el resto a Chen Deng.
Una vez Zhang Fei decidió abstenerse de beber vino, y tomó la decisión de beber vino una última noche y luego abstenerse de beber a partir de entonces. Invitó a todos los funcionarios en Xuzhou para el banquete y ofreció bebida a cada uno de ellos. Cuando llegó el turno a Cao Bao, este se negó a beber vino, diciendo que nunca había bebido vino y nunca lo haría. Zhang Fei obligó a Cao a beber un vaso, y luego trató de obligarlo a beber de nuevo, pero este se negó obstinadamente. Zhang estaba furioso y ordenó que Cao Bao fuera duramente golpeado. Cao Bao rogó a Zhang que le dejara irse debido a su yerno Lü Bu.
Zhang Fei siempre había odiado a Lü Bu desde el principio y cuando se enteró de que Cao Bao era su suegro, dijo "¡Bien! Entonces pegarte es como pegar a Lü Bu!". Por lo tanto, Cao Bao recibió una paliza. Por ello se enojó con Zhang Fei y conspiró con Lü Bu para que su yerno se hiciera cargo de Xuzhou. Zhang Fei estaba borracho cuando Lü Bu llevó sus tropas para tomar el control de Xuzhou, por lo que perdió la batalla y huyó a Xiapi. Cao Bao condujo a un centenar de soldados para perseguir a Fei, pero terminó siendo asesinado por éste.